# Classe Königsberg (incrociatore 1927)
La classe Königsberg, talvolta indicata anche come classe K, fu una classe di incrociatori leggeri della Reichsmarine tedesca, composta da tre unità varate tra il 1927 e il 1928.
In forza alla Kriegsmarine, le tre unità parteciparono alla seconda guerra mondiale anche se due di esse andarono perdute già durante la campagna di Norvegia nell'aprile 1940: il capoclasse Königsberg fu affondato in un attacco aereo a Bergen mentre il Karlsruhe fu silurato e colato a picco da un sommergibile britannico al largo di Kristiansand. La terza unità, il Köln, operò nel teatro del mar Baltico e nel teatro dell'Artico, finendo infine affondato in un'incursione aerea il 31 marzo 1945 nel porto di Wilhelmshaven.

## Il progetto

### Caratteristiche generali

Schema tecnico del Karlsruhe

Le unità della classe Königsberg avevano uno scafo lungo 169 metri alla linea di galleggiamento e 174 metri fuori tutto, largo 15,2 metri e con un pescaggio massimo di 6,28 metri; il dislocamento standard era di 6.100 t, cifra che saliva a 7.800 tonnellate con la nave a pieno carico. Gli scafi delle unità furono realizzati con telai longitudinali in acciaio saldati tra di loro invece che rivettati: fino all'85% dello scafo fu realizzato per saldatura invece che per rivettatura, con un notevole risparmio di peso. Lo scafo era suddiviso in diciannove compartimenti stagni e aveva un doppio fondo che si estendeva per il 72% della sua lunghezza.
I Königsberg avevano inizialmente un equipaggio di 21 ufficiali e 493 tra sottufficiali e marinai, cifra poi aumentata a 23 ufficiali e 588-591 sottufficiali e marinai e infine, durante il periodo della seconda guerra mondiale, a un totale tra gli 820 e gli 850 uomini; le dotazioni delle navi comprendevano una serie di piccole imbarcazioni tra cui due scialuppe di picchetto, due chiatte, due lance, un cutter e un dinghy. Negli anni 1930 tutte e tre le unità furono modificate per poter ospitare una coppia di idrovolanti da ricognizione, e furono così installate una catapulta per aerei e delle gru per il recupero dei velivoli dall'acqua; gli aerei in dotazione furono inizialmente una coppia di biplani Heinkel He 60, rimpiazzati poi negli anni 1940 da una coppia di monoplani Arado Ar 196: uno degli aerei era tenuto pronto al lancio sulla catapulta mentre l'altro era disassemblato e tenuto nella stiva, visto che le navi non disponevano di hangar per il ricovero dei velivoli. Il Köln eseguì anche negli anni 1940 alcuni esperimenti con un elicottero Flettner Fl 282 che decollava da una piattaforma posta sul cielo di una delle torri di artiglieria.

### Propulsione

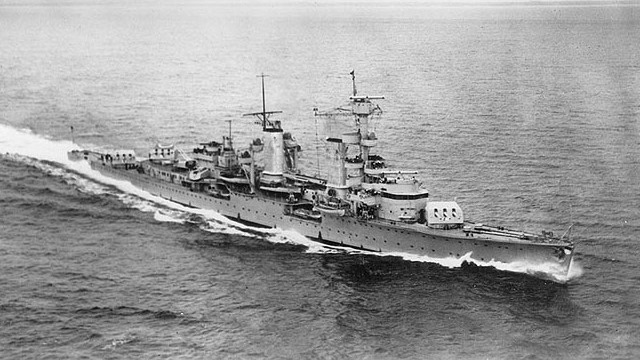
Il Köln in navigazione negli anni 1930

I Königsberg erano spinti da quattro turbine a vapore e da due motori diesel da 10 cilindri della MAN: le turbine erano suddivise in tre sale macchine differenti, con i diesel posti nel loro scompartimenti a poppa delle turbine; il vapore per le turbine era fornito da sei caldaie a gasolio a doppio attacco. I motori alimentavano una coppia di alberi motore che erano di 4,1 metri di diametro sulle prime due navi e di 3,7 metri sul Köln. Il sistema propulsivo garantiva una potenza di 65.000 cavalli vapore (51.000 kW) e spingeva le navi a una velocità massima di 32 nodi (59 km/h); i depositi delle navi ospitavano normalmente 600 tonnellate di gasolio aumentabili fino a 1.350 tonnellate, garantendo un'autonomia di 5.700 miglia nautiche alla velocità di 19 nodi (10.600 km a 35 km/h) o di 7.300 miglia a 17 nodi (13.500 km a 31 km/h). L'alimentazione elettrica era assicurata da tre turbo generatori e da due generatori diesel per un ammontare complessivo di 540 kW a 220 Volt.

### Armamento
L'armamento principale degli incrociatori verteva su nove cannoni 15 cm SK C/25 in tre torri triple: una delle torri era a prua, le altre due erano a poppa sovrapposte; le due torri di poppa non erano lungo la stessa linea, ma la torre posteriore era leggermente disassata sul lato di sinistra della nave. Ogni nave portava 120 colpi per ogni cannone principale, per un totale di 1.080 colpi calibro 150 mm.
Alla costruzione l'armamento antiaereo era piuttosto leggero, annoverando solo una coppia di cannoni antiaerei 8,8 cm SK L/45 posti in un'installazione binata dietro la torre di artiglieria centrale, con 400 colpi per pezzo. In seguito tale armamento fu notevolmente potenziato: l'impianto antiaereo originale fu rimpiazzato da due impianti binati dei nuovi cannoni 8,8 cm SK C/32 a cui in seguito se ne aggiunse un terzo, per un totale di sei bocche da fuoco; a metà anni 1930 furono aggiunti anche otto cannoni 3,7 cm SK C/30 e otto mitragliere 2 cm FlaK (incrementate poi fino a 18 sul Köln).
L'armamento era poi integrato da 12 tubi lanciasiluri da 500 mm sostituiti poi da altrettanti tubi da 533 mm nel 1940; ciascuna nave poteva poi portare e rilasciare 120 mine navali.

### Corazzatura
Le unità erano protette da un ponte corazzato spesso 40 mm a mezza nave e 20 mm alle due estremità, e da una cintura corazzata con uno spessore di 50 mm ricoperta alle estremità da due paratie spesse 70 mm; la protezione sommersa consisteva in una paratia anti-siluri spessa 15 mm e una paratia anti-collisione di 20 mm. La torre di comando era protetta da una corazzatura spessa 100 mm sui lati e 30 mm sul tetto, mentre le torri dei cannoni principali avevano una corazzatura di 30 mm sulle facciate e di 20 mm su fianchi, tetto e retro; le barbette dei cannoni erano spesse 30 mm. Il Karlsruhe fu poi modificato per incrementarne la protezione, tramite l'aggiunta di un fasciame esterno spesso tra i 10 e i 14 mm e un ponte superiore spesso 16 mm, tutti nel nuovo acciaio Wotan weich.

## Unità
| Nome       | Impostazione   | Cantiere                           | Varo           | Entrata in servizio | Destino finale                                                                             |
| ---------- | -------------- | ---------------------------------- | -------------- | ------------------- | ------------------------------------------------------------------------------------------ |
| Königsberg | 12 aprile 1926 | Kriegsmarinewerft di Wilhelmshaven | 26 marzo 1927  | 17 aprile 1929      | affondato il 10 aprile 1940 nel porto di Bergen in un attacco aereo britannico             |
| Karlsruhe  | 27 luglio 1926 | Deutsche Werke di Kiel             | 20 agosto 1927 | 6 novembre 1929     | affondato il 9 aprile 1940 al largo di Kristiansand dal sommergibile britannico HMS Truant |
| Köln       | 7 agosto 1926  | Kriegsmarinewerft di Wilhelmshaven | 23 maggio 1928 | 15 gennaio 1930     | affondato il 31 marzo 1945 nel porto di Wilhelmshaven in un attacco aereo statunitense     |